# Mitsuki Watanabe
Mitsuki Watanabe (japanisch 渡邉 三城 Watanabe Mitsuki; * 6. September 1987 in der Präfektur Nagasaki) ist ein ehemaliger japanischer Fußballspieler.

## Karriere
Watanabe erlernte das Fußballspielen in der Schulmannschaft der Kunimi High School und der Universitätsmannschaft der Hōsei-Universität. Seinen ersten Vertrag unterschrieb er 2010 bei YSCC Yokohama. Am Ende der Saison 2013 stieg der Verein in die J3 League auf. Für den Verein absolvierte er 102 Ligaspiele. Ende 2016 beendete er seine Karriere als Fußballspieler.